# Istituto orientale dell'Università di Chicago
L'Istituto orientale dell'Università di Chicago (in inglese The Oriental Institute, in sigla OI), fondato nel 1919, è il museo di archeologia dell'Università di Chicago e un centro di ricerca interdisciplinare di studi sul Vicino Oriente ("Levante"). Venne fondato dal professore James Henry Breasted a seguito di un finanziamento di John D. Rockefeller, Jr. Conduce ricerche su antiche civiltà in tutto il Vicino oriente, e comprende la sede distaccata, Chicago House, a Luxor in Egitto.

## Storia
James Henry Breasted riordinò la raccolta haskell del Museo orientale dell'università. Sognava di creare un istituto di ricerca, "un laboratorio per lo studio della nascita e dello sviluppo della civiltà", che avrebbe dovuto tracciare la civiltà occidentale dalle sue radici nel Medio Oriente antico. Alla fine della prima guerra mondiale, intuì la possibilità di usare la sua influenza nel nuovo clima politico. Scrisse a John D. Rockefeller, Jr., e gli propose la fondazione di quello che sarebbe diventato l'Istituto Orientale. Fondamentale per la realizzazione del suo piano fu un viaggio di ricerca compiuto attraverso il Medio Oriente, che Breasted aveva ottimisticamente, o forse ingenuamente, pensato fosse pronto a ricevere gli studiosi. Breasted ricevette una risposta da Rockefeller, con la quale si impegnava a pagare fino a $ 50.000 in cinque anni per la fondazione dell'Istituto Orientale. Rockefeller assicurò anche il presidente dell'Università di Chicago, Harry Pratt Judson, che avrebbe devoluto altri 50.000 $ alla causa. L'Università di Chicago contribuì con fondi aggiuntivi, e nel maggio 1919 venne fondato l'Istituto Orientale. L'Istituto è sito all'interno di un edificio in stile misto art déco/gotico, costruito all'angolo tra 58th Street e University Avenue, progettato dallo studio di architettura Mayers Murray & Phillip. La costruzione fu completata nel 1930, e l'edificio dedicato nel 1931.
Negli anni 1990, Tony Wilkinson, fondò il Center for Ancient Middle Eastern Landscapes con sede presso l'istituto. Il suo scopo è quello di indagare il Medio Oriente attraverso l'archeologia dei paesaggi e l'analisi del sistema informativo territoriale.

## Ricerca e collezioni

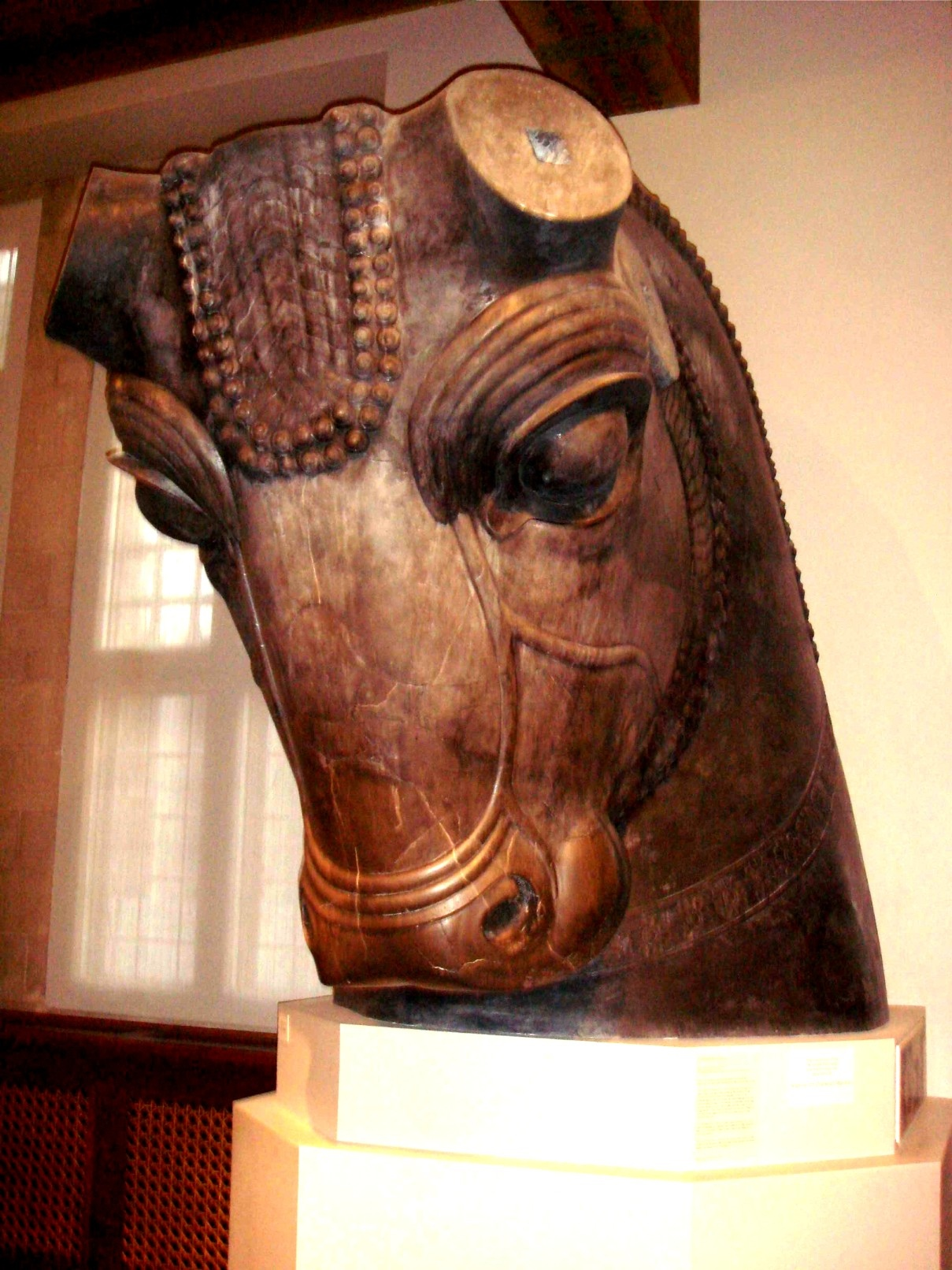
Testa di toro una volta sita all'ingresso della Sala delle cento colonne a Persepoli

Il Museo dell'Istituto Orientale ha manufatti provenienti da scavi in Egitto, Israele, Siria, Turchia, Iraq e Iran. Notevoli pezzi della collezione sono i famosi avori Megiddo; vari tesori da Persepoli, l'antica capitale persiana; una collezione di bronzi del Luristan; una colossale statua (40 tonnellate) umana con testa di toro (o Lamassu) alato da Khorsabad, la capitale di Sargon II; una statua monumentale del faraone Tutankhamon. Il museo ha ingresso gratuito, anche se i visitatori sono invitati a donare $ 7,00 per gli adulti e $ 4,00 per i bambini.
L'Istituto Orientale è un centro di ricerca attiva sul Vicino Oriente antico. I piani superiori dell'edificio contengono aule e uffici della facoltà, e il suo negozio di souvenir, il Suq, vende anche i libri di testo per le classi universitarie sugli studi del Vicino Oriente. Oltre alla realizzazione di molti scavi nella Mezzaluna Fertile, gli studiosi dell'OI hanno dato un contributo alla comprensione delle origini della civiltà umana. Il termine "mezzaluna fertile" è stato coniato da J. H. Breasted, fondatore dell'OI, che ha reso popolare il collegamento della nascita della civiltà nel Vicino Oriente con lo sviluppo della cultura europea.
Nel 2011, tra gli altri progetti, gli studiosi dell'OI hanno completato la pubblicazione del 21 volumi del Chicago Assyrian Dictionary, un'opera di riferimento culturale di base. Lo sforzo fu iniziato nel 1921 da J. H. Breasted e continuato da Edward Chiera e Ignace Gelb, con il primo volume pubblicato nel 1956. Il dottor Erica Reiner, come redattore responsabile, ha diretto i gruppi di ricerca per 44 anni. A lei è succeduta Martha T. Roth, decano delle scienze umane presso l'Università. Dizionari simili sono in corso di preparazione, tra cui il Chicago Hittite Dictionary e uno sul demotico.

### Chicago House
L'Istituto sovrintende il lavoro della Chicago House di Luxor. La struttura egiziana, fondata nel 1924, svolge indagini epigrafiche, con documenti e ricerche sui siti storici di Luxor. Gestisce inoltre la conservazione in vari siti.

## Controversie

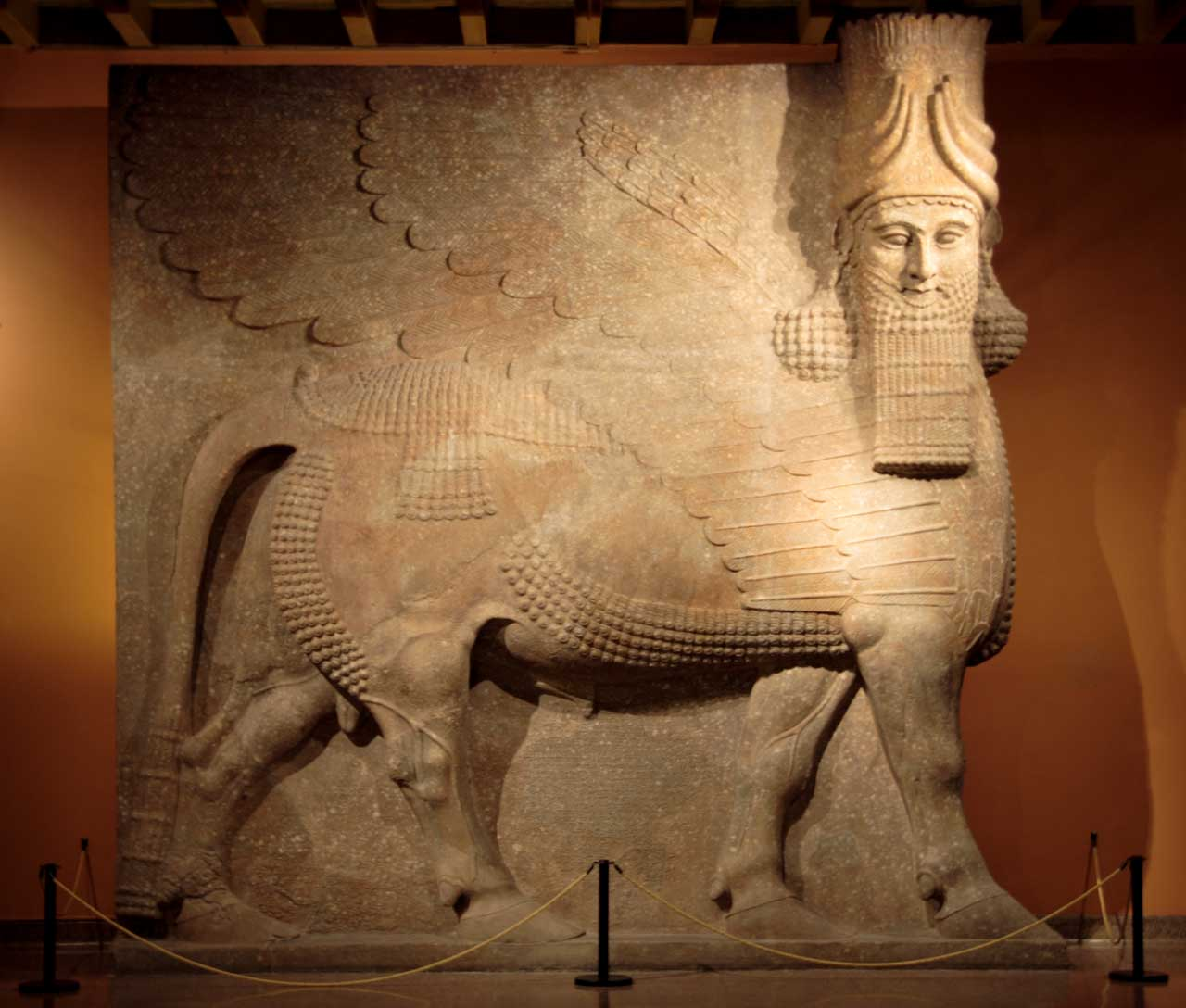
Un lamassu dal palazzo di Sargon II a Dur-Sharrukin

Una collezione paragonabile a tesori dell'Istituto non potrebbe essere più assemblata al giorno d'oggi, dal momento che i governi del Medio Oriente non consentono più agli archeologi stranieri di portare a casa la metà di quello che trovano, come avveniva tipicamente nel XIX e nel XX secolo, epoca in cui la maggior parte dei siti sono stati scavati, almeno fino agli anni 1930, quando vennero istituite nuove le leggi sulle antichità.
Nel 2006, l'Istituto Orientale divenne centro di polemiche quando un giudice di una corte federale degli Stati Uniti cercò di sequestrare e vendere all'asta la sua preziosa collezione di antichi manufatti persiani. Il ricavato doveva essere usato per risarcire le vittime di un attentato ai danni di civili avvenuto in via Ben Yehuda, a Gerusalemme, nel 1997, che gli Stati Uniti sostennero essere stato finanziato dall'Iran. La sentenza minacciò la preziosa collezione, dell'Università, di antiche tavolette di argilla, detenuta dall'Istituto orientale dal 1930, ma ufficialmente di proprietà dell'Iran. Le tavolette achemenidi (o di Persepoli) erano state prestata all'Università di Chicago nel 1937. Erano state scoperte da archeologi nel 1933 ed erano legalmente di proprietà del Museo Nazionale dell'Iran e dell'Iran's Cultural Heritage Organization. I manufatti vennero dati in prestito a condizione che sarebbero stati restituiti all'Iran dopo l'attività di decifrazione che avrebbe dovuto fare l'Istito Orientale. Le tavolette, ritrovate a Persepoli, la capitale dell'impero persiano, risalgono a circa il 500 a.C.
Le tavolette hanno consentito di avere una visione della vita quotidiana del tempo, nella quale figurano elementi quali le razioni quotidiane di orzo date ai lavoratori nelle regioni dell'impero site nelle vicinanze di Persepoli, in particolare riguardo alla giustificazione del pagamento dei lavoratori. Gil Stein, direttore dell'Istituto orientale, ha detto che i dettagli riguardano in gran parte l'acquisto di cibo per le persone in missioni diplomatiche o militari. Ogni tavoletta ha la dimensione di mezzo tavolino da gioco ed è scritta in caratteri della lingua elamica, una lingua estinta, conosciuta da non più di una dozzina di studiosi in tutto il mondo

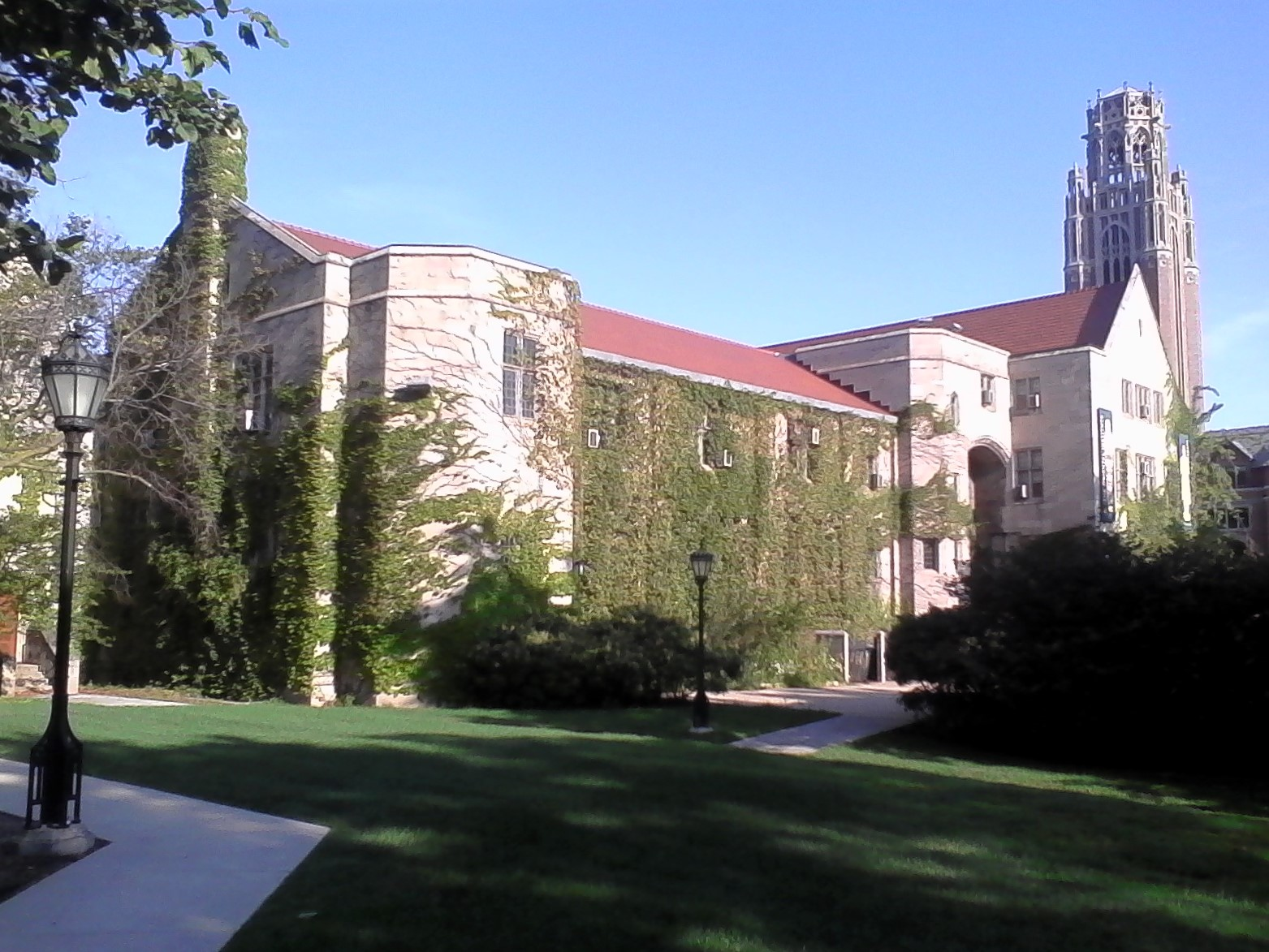
Università di Chicago, Istituto orientale

Stein ha descritto le tavolette come un documento che ha fornito "la prima occasione di ascoltare i Persiani mentre parlavano del loro impero". Charles Jones, ricercatore associato e bibliotecario presso l'Istituto Orientale ed esperto di tavolette, le ha definite come "ricevute di carta di credito". La maggior parte delle attuali conoscenze circa l'antico impero persiano deriva dai conti di storici dell'antichità, il più famoso dei quali è il greco Erodoto. Stein ha aggiunto: "Sono importanti perché si tratta di un gruppo di tavolette, migliaia provenienti dallo stesso archivio. Come avere l'archivio stesso. Sono molto, molto preziose dal punto di vista scientifico. L'Istituto Orientale le ha restituita all'Iran in piccoli lotti. L'Istituto aveva già restituito diverse centinaia di tavolette e frammenti all'Iran e si stavano preparando ad un'altra spedizione, quando la corte è intervenuta. Una corte d'appello ha poi ribaltato la sentenza.